# Mariä Himmelfahrt (Sulzthal)

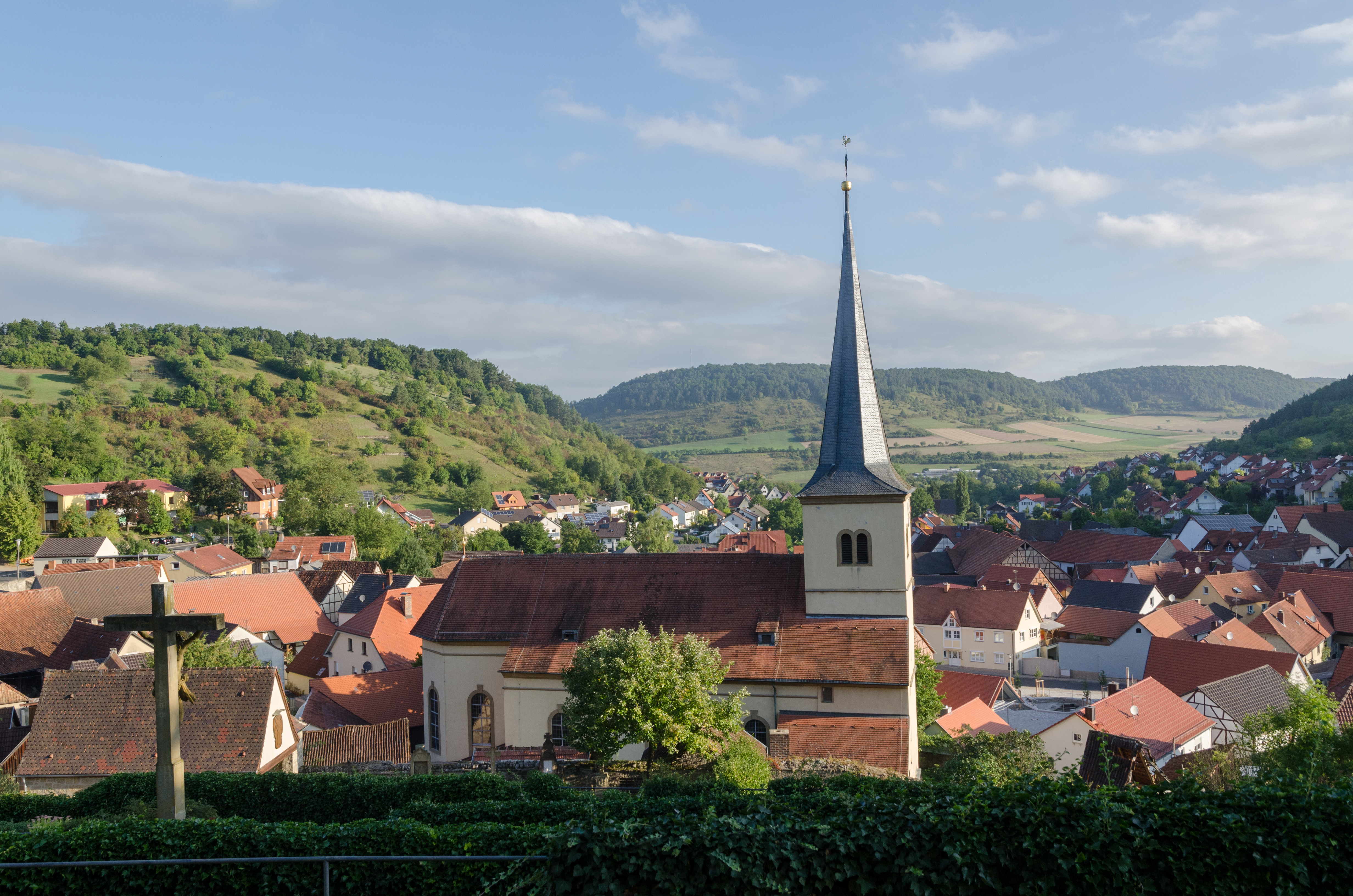
Die Mariä-Himmelfahrt-Kirche.

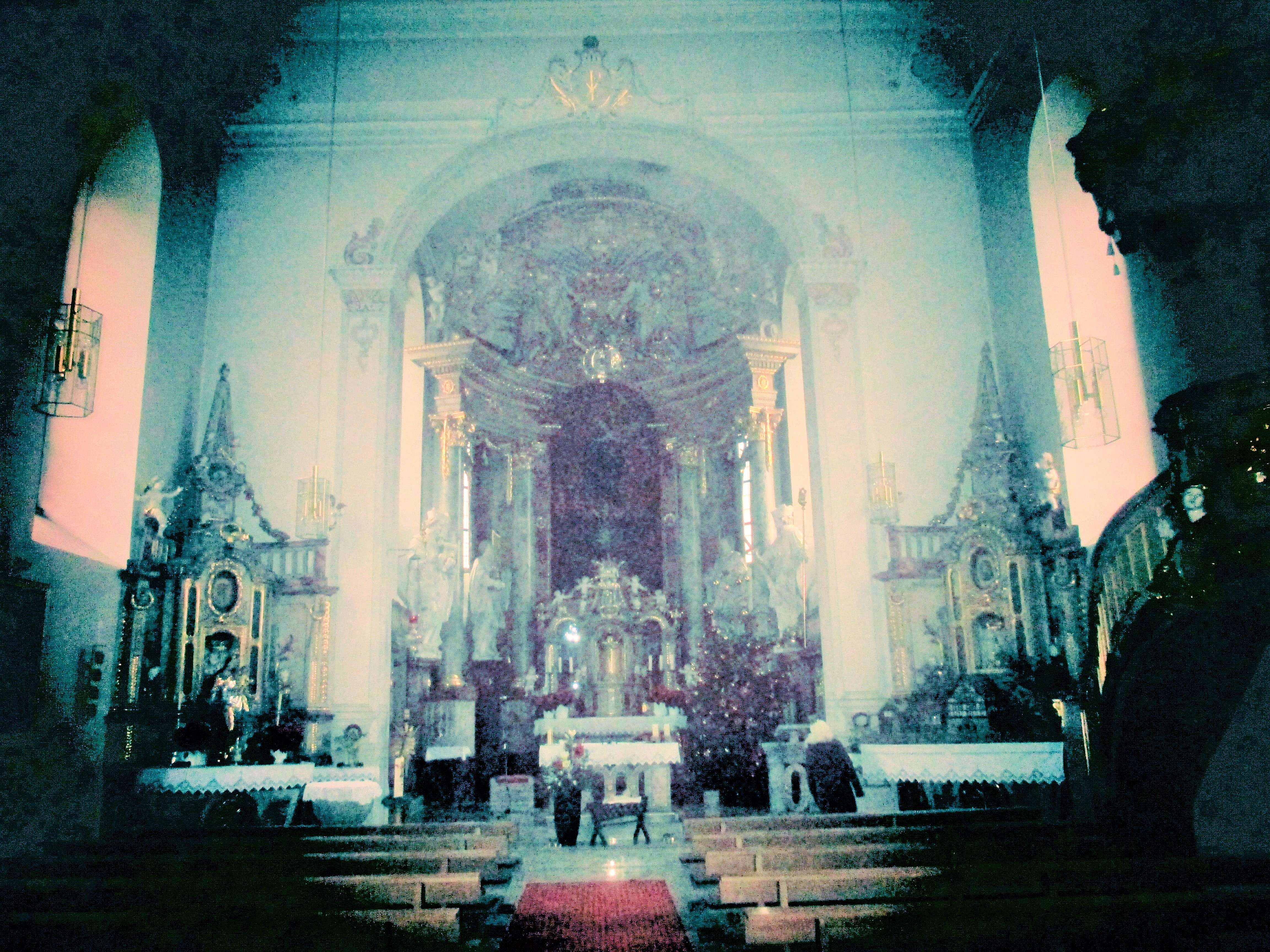
Inneres der Mariä-Himmelfahrt-Kirche

Die römisch-katholische Kirche Mariä Himmelfahrt befindet sich in Sulzthal, einem Markt im unterfränkischen Landkreis Bad Kissingen. Die Namensgebung bezieht sich auf die Aufnahme Marias in den Himmel.
Die Kirche gehört zu den Baudenkmälern von Sulzthal und ist unter der Nummer D-6-72-155-27 in der Bayerischen Denkmalliste registriert.

## Geschichte
Der Vorgängerbau der heutigen Sulzthaler Kirche entstand möglicherweise bereits im 12. Jahrhundert. Im Jahr 1612 wurde diese dem Hl. Cyriacus geweihte Vorgängerkirche erweitert und, möglicherweise nach einem Brand am 13. Juli 1664, im Jahr 1674 durch einen Neubau ersetzt, der am 11. September 1680 durch den Würzburger Weihbischof Stephan Weinberger geweiht wurde. In dieser Phase entstand der Turm der Kirche.
Im Jahr 1804 erfolgte durch Anton Wüst ein Umbau der Kirche, der sich auf Langhaus und Chor erstreckte. Die Altäre, der Beichtstuhl und der inzwischen im Würzburger Diözesanmuseum befindliche Rokokoschrank der Sakristei wurden aus dem Kloster Oberzell, die Kanzel und eine Orgel aus dem Kloster Heidenfeld übernommen. Seit der Zeit des Umbaus, in dessen Rahmen ein Altarbild von Mariä Aufnahme in den Himmel angebracht wurde, trägt die Kirche ihr heutiges Patrozinium.
Im Jahr 1958 wurden eine Turmuhr, ein elektrisches Geläut sowie eine neue Orgel installiert. 1968/69 folgten ein zweites Sakristei und eine Heizung. Mitte der 1990er Jahre erfolgte eine komplette Renovierung der Kirche.

## Geläut
Nachdem im Zuge des Ersten Weltkrieges die kleinste der Kirchenglocken beschlagnahmt worden war, versteckten am 10. Oktober 1917 Bürger von Sulzthal die 1867 entstandene Glocke. Nach intensiven Nachforschungen durch die Behörden wurde die Glocke am 1. Januar 1918 beschlagnahmt.
Da von den verbliebenen zwei Glocken eine zersprungen war, wurden von der Glockengießerei in Apolda drei neue Glocken gegossen; am 5. Juli 1925 fand deren Einweihung statt.
Diese drei Glocken wurden am 26. März 1942 während des Zweiten Weltkrieges beschlagnahmt. Nach Kriegsende wurde die kleinste dieser Glocken, die „Cyriakusglocke“, auf einem Lagerplatz in Hammelburg aufgefunden und am 31. Mai 1981 mit der Sebastianusglocke und der neuen Marienglocke eingeweiht. Dadurch entstand ein „Te-Deum-Motiv“. Die verloren geglaubte „Cyriakusglocke“ wurde feierlich auf einem Pferdewagen (gefahren von Karl Halbig) in Sulzthal empfangen. 
| Nr. | Schlagton | Name              |
| --- | --------- | ----------------- |
| 1   | gis′      | Marienglocke      |
| 2   | h′        | Sebastianusglocke |
| 3   | cis′′     | Cyriakusglocke    |

## Weiteres
Im Jahr 1958 bekam die Kirche eine neue Orgel und elektrischen Strom für die Turmuhr und das Läutwerk; etwa zehn Jahre später entstand die zweite Sakristei. Im Jahr 1977 fand eine Erneuerung der Kirchenfenster statt.
Zwischen 1992 und 1997 erfolgte in drei Bauabschnitten eine umfangreiche Sanierung der Ausstattung.

## Hinweise
1. ↑  Diese Glocke wurde wahrscheinlich umbenannt, da eine ältere Glocke von 1682 diesen Namen trug und die zweitgrößte Glocke des Geläuts war
2. ↑   Es wird davon ausgegangen, dass sie mit der 1925 gegossenen Glocke gleichen Namens identisch ist. Darauf beruhen die Angaben zu den Tönen der beiden anderen Glocken.